# Brasão de armas da Lituânia
O brasão de armas da Lituânia é chamado Vytis (o perseguidor). É um dos mais antigos brasões da Europa. O Artigo XV da Constituição  Lituana, aprovada pelo referendo nacional em 1992, estipula,que, "O brasão de armas do Estado será um Vytis branco sobre um fundo vermelho". É um dos poucos que contém símbolos copiados de um sinete de um duque, ao invés de um brasão de armas de dinastias, como ocorre na maioria dos países europeus.
O moderno escudo heráldico, aprovado em setembro de 1991, apresenta um cavaleiro de armadura prateada montado  num cavalo Argent (prateado) segurando uma espada prateada e um escudo em um fundo Gules (vermelho). O Cavaleiro "Vytis" segura uma espada em cor  Argent em sua mão direita erguida acima de sua cabeça e  traz consigo um escudo Azure em seu ombro esquerdo com uma cruz dupla Or (dourado). A sela do cavalo, as rédeas e arreios são Azure. O cabo da espada e a fixação da bainha, as esporas do cavaleiro, os detalhes do arreio e cabresto, as ferraduras, bem como a decoração da couraça, são Or (dourado).

## História

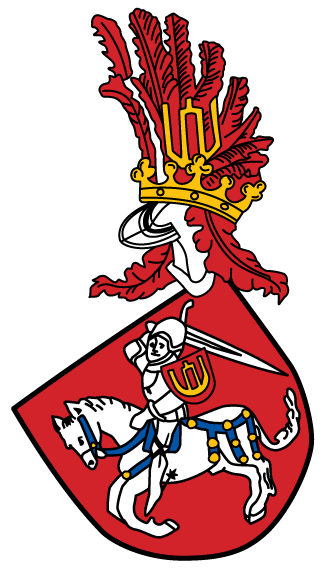
Brasão de armas da Lituânia redesenhado a partir do Codex Bergshammar do século XV.

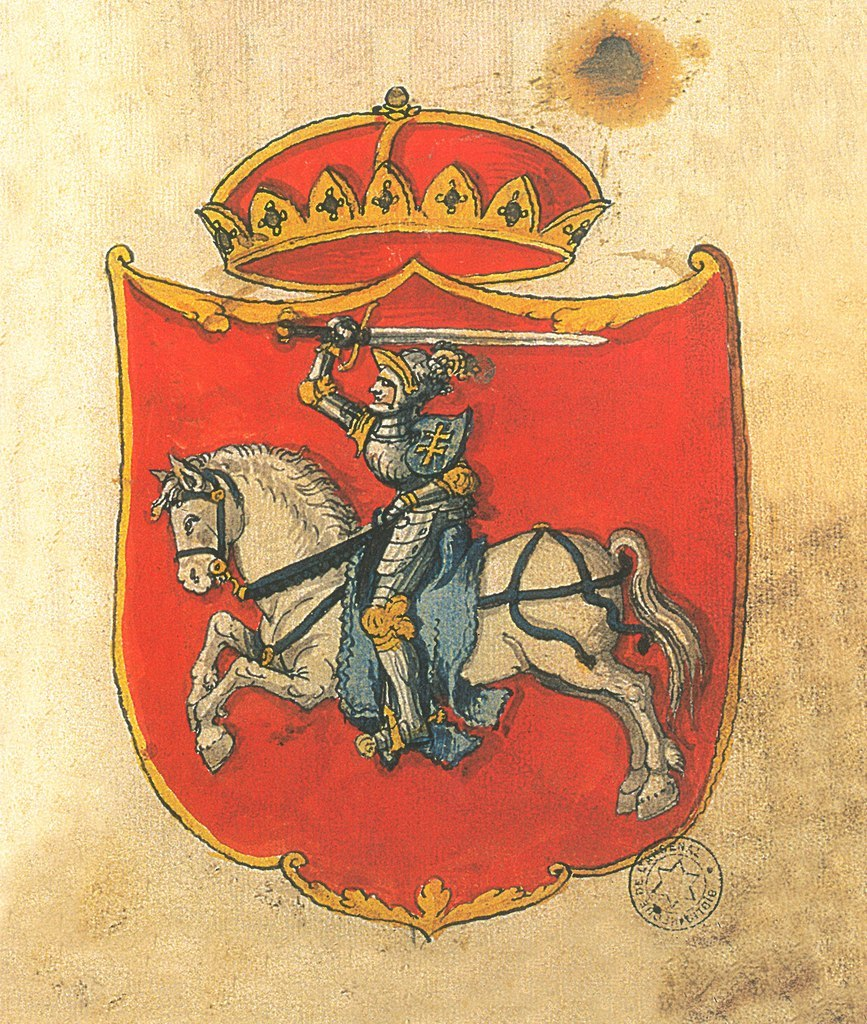
Brasão de armas da Lituânia com as cores históricas (argent, or, gules e azure) por volta de 1555.

### Uso como símbolo estatal
Segundo algumas fontes, o cavaleiro montado sem um nome específico foi mencionado em algumas crônicas antigas como um símbolo de Narimantas, mas a figura do cavaleiro é conhecida como tendo sido inicialmente utilizada como emblema do Estado em 1366 no sinete do Grão-Duque da Lituânia, Algirdas. As primeiras moedas trazendo a figura do cavaleiro surgiram também a partir do último quarto do século XIV, sendo que o outro lado destas moedas retrata as Colunas de Gediminas (em lituano:  Gediminaičių stulpai). O emblema foi transmitido através das gerações, de Algirdas para o seu filho, o Grão-Duque Jogaila, em seguida, do Grão-Duque Jogaila para o seu primo Vytautas e assim por diante. No século XIV, o cavaleiro foi apresentado em um escudo heráldico, primeiramente em um sinete de Jogaila de 1386 ou 1387, e também no sinete de Vytautas, em 1401. No início do século XV, o cavaleiro heráldico tornou-se o Brasão de Armas do Grão-Ducado da Lituânia e de sua parte central - o Ducado de Vilnius. O primeiro nome do brasão lituano é desconhecido, possivelmente, não tivesse uma denominação específica. Mais tarde, ele ficou conhecido como Pogonia, tal como foi aprovado nos Estatutos da Lituânia.
É sabido que na Batalha de Grunwald em 1410, uma importante vitória do exército da  União polaco-lituana contra a Ordem Teutônica, trinta regimentos lituanos, de um total de quarenta, usavam a bandeira com a imagem do Vytis.
No princípio, o cavaleiro montado foi representado cavalgando ora em uma, ora em outra direção e algumas vezes empunhando uma lança ao invés da espada. Dois sinetes de Lengvenis, de 1385 e de 1388, exibem essas mudanças. A lança aparece com mais frequência nos sinetes de Skirgaila e Dymitr Korybut. Mas, a partir da primeira metade do século XV, ele é sempre mostrado cavalgando para a esquerda (visto pelo espectador) com uma espada em sua mão levantada e um escudo na mão esquerda. Durante o século XV, as cores do sinete tornaram-se fixas: branco (prata) para o cavaleiro sobre um campo vermelho do escudo heráldico. A proteção que o cavaleiro carrega era azul com uma cruz dupla dourada. A cruz dupla foi introduzida por Jogaila, que a adotou após seu batismo como Ladislau e seu casamento com a princesa húngara e Rainha da Polônia Hedvig Angevin, em 1386. É derivada da Cruz Húngara, o presumido brasão de armas de Santo Ladislau, Rei da Hungria, que por sua vez, é derivada da Cruz Patriarcal. A cruz é feita de tal modo que todos os seus seis braços têm o mesmo comprimento.
O Renascimento introduziu ligeiras alterações e variações estilísticas: longas penas saindo do alto do elmo do cavaleiro, um longo xairel, o rabo do cavalo voltado para cima com a forma de um ramo de flores. Com essas modificações, o escudo de armas permaneceu símbolo do Estado do Grão-Ducado da Lituânia até 1795, quando a Lituânia foi anexada ao Império Russo. O escudo de armas tradicional da Lituânia foi abolido. No entanto, em 1845 o tsar Nicolau I autorizou o brasão de armas da Guberniya de Vilna, muito semelhante ao brasão histórico. Uma mudança importante, feita mais tarde, foi a substituição da cruz dupla pela cruz vermelha bizantina no escudo do cavaleiro.

### O renascer do sentimento nacionalista
Inicialmente, o cavaleiro montado foi interpretado como sendo o governante do país. Mas com o tempo, ele tornou-se um cavaleiro que expulsava os invasores de seu país natal. Esse tipo de interpretação foi muito popular no século XIX e na primeira metade do século XX, quando a Lituânia fez parte do Império Russo e buscou sua independência.

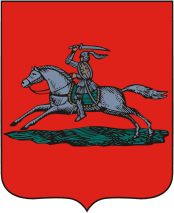
O brasão da Guberniya de Vilna (1845).

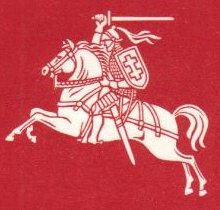
O modelo de Juozas Zikaras (1925).

Brasão de armas da Lituânia (1990–1991).

Quando a Lituânia restaurou a sua independência em 1918—1920, diversos artistas produziram diferentes versões para o brasão de armas. Quase todas elas incluíam uma bainha para a espada, que não era encontrada nas versões anteriores. Uma versão romântica por Antanas Žmuidzinavičius tornou-se a mais popular. O cavalo parecia estar voando. O arreio era muito decorado, o cobertor de sela era bem longo e dividido em três partes. Não havia uma uniformidade ou uma versão oficial para o brasão. Para atender ao apelo popular, em 1929 uma comissão especial foi criada para analisar o melhor tipo de Vytis do século XVI para representar o emblema estatal. Mstislav Dobuzhinsky foi o artista chefe. A comissão trabalhou por cinco anos, mas sua versão do Vytis não foi oficialmente confirmada, enquanto que a versão de Juozas Zikaras foi utilizada nas moedas oficiais.
O Vytis foi o emblema estatal da República da Lituânia até 1940, quando a República foi anexada pela União Soviética e todos os símbolos nacionais foram proibidos. Com o colapso da União Soviética, o Vytis, juntamente com as Colunas de Gediminas e a bandeira nacional, tornaram-se símbolos do movimento pela independência da Lituânia. Em 1988 o Vytis foi legalizado. Em 11 de março de 1990 a Lituânia declarou sua independência e restaurou todos os seus símbolos nacionais anteriores à guerra, inclusive o brasão de armas histórico. Em 20 de março de 1990 o Soviete Supremo da República Socialista Soviética da Lituânia aprovou a descrição do brasão de armas estatal e determinou as principais regulamentações para o seu uso. O desenho foi baseado no modelo de Juozas Zikaras, que foi usado em todas as moedas litas no período entre-guerras. Este foi um sinal de que a Lituânia continuava com as tradições do Estado que existiu entre 1918 e 1940. Em 4 de setembro de 1991, um novo modelo foi aprovado baseado nas recomendações do comitê especial heráldico. Ele abandonou as tradições românticas do entre-guerras e retornou aos tempos do Grão-Ducado da Lituânia. Suas antigas cores foram restabelecidas. Contudo, as antigas moedas de centas ainda trazem o antigo modelo de Zikaras.
Em 2004, o Seimas confirmou o novo símbolo nacional - a histórica bandeira da Lituânia. Ela traz o brasão de armas em um retângulo vermelho e não substitui a tricolor bandeira nacional da Lituânia. É usada apenas por instituições oficiais em ocasiões especiais e datas comemorativas. Atualmente propõem-se que uma versão maior do brasão seja aprovada. Ele teria uma linha da letra do Tautiška giesmė, o hino nacional da Lituânia, "Vienybė težydi" (Deixe a unidade florescer).

## Interpretações
Jonas Trinkūnas, o líder do movimento do neopaganismo Romuva, acredita que na mitologia lituana, Vytis representa Perkūnas, o deus trovão. Acredita-se que Vytis deve representar Perkūnas como um deus supremo ou Kovas que era também um deus da guerra e tem sido retratado como um ser com o torso e cabeça de humano e o corpo de cavalo (semelhante ao centauro, na mitologia grega) desde os tempos antigos. Gintaras Beresnevičius também destaca, que um cavalo branco tinha um significado sacro para os Bálticos. Essas interpretações coincidem com uma das interpretações para o Brasão de armas da Alemanha, que sugere que uma adler fosse a ave de Odin, um deus da guerra, que é comumente descrito como um cavaleiro.

## Origens da palavraVytis

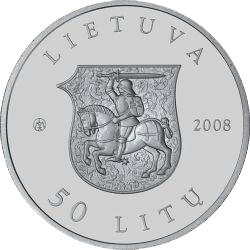
Uma moeda comemorativa trazendo a figura do Vytis.

É desconhecida a forma como os primeiros brasões de arma lituanos eram chamados; Edmundas Rimša afirma que a  palavra em polonês médio Pogonia foi-lhe atribuída pela primeira vez apenas no século XVI.
O primeiro nome conhecido do Brasão de Armas em lituano é uma tradução do século XVII da obra Pogonia de Konstantinas Sirvydas como Waikimas ("Vaikymas" na moderna ortografia lituana), que foi usada até o século XIX, juntamente com Pagaunia. A origem do nome próprio lituano Vytis não é muito clara. Na alvorada do Renascimento Nacional Lituano, Simonas Daukantas empregou o termo wytis referindo-se ao "cavaleiro" pela primeira vez em sua obra histórica Buda Senowęs Lietuwiû kalneniu ir Żemaitiû publicada em 1846. A etimologia desse nome particular não é universalmente aceita; ou é uma tradução direta do polonês Pogoń, um substantivo comum derivado do verbo lituano vyti ( "perseguir"), ou menos provavelmente um derivado do título de cavaleiro em eslavo oriental - vytiaz. O primeiro pressuposto levantado pelo linguista Pranas Skardžius em 1937 é contestado por alguns uma vez que Pogoń não significa realmente "caçador (cavaleiro)". Em apoio a segunda proposta, a língua lituana tem palavras com a raiz -vyt, tais como em nomes pessoais lituanos como Vytenis, além disso, vytis tem uma estrutura comum a palavras derivadas de verbos.
Em 1884, Mikalojus Akelaitis cunhou o nome Vytis no Brasão de Armas em lituano no jornal Aušra. O uso desse nome ficou popular e acabou por ser legitimado e tornou-se oficial na independente República da Lituânia.
Série de selos lituanos de 2015 mostrando Vytis em moedas ao longo da história

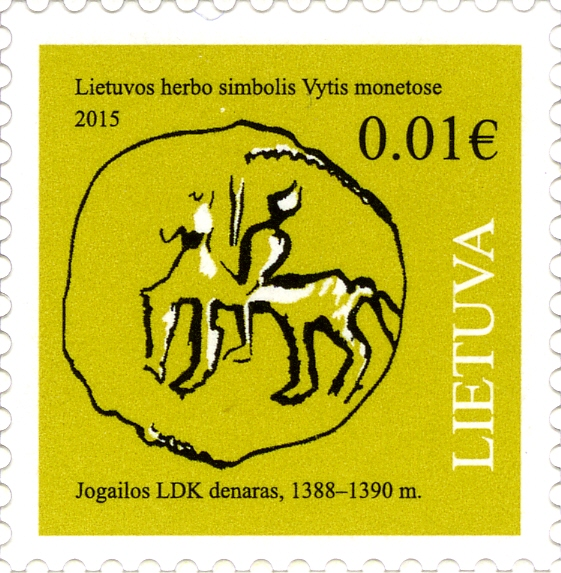
1388-1390
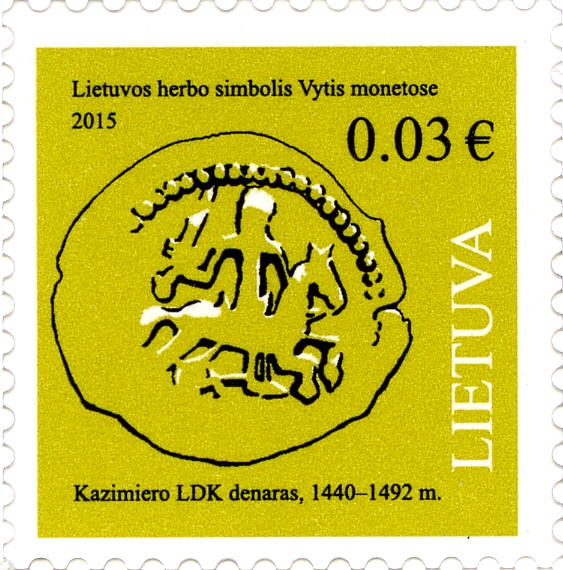
1440-1492
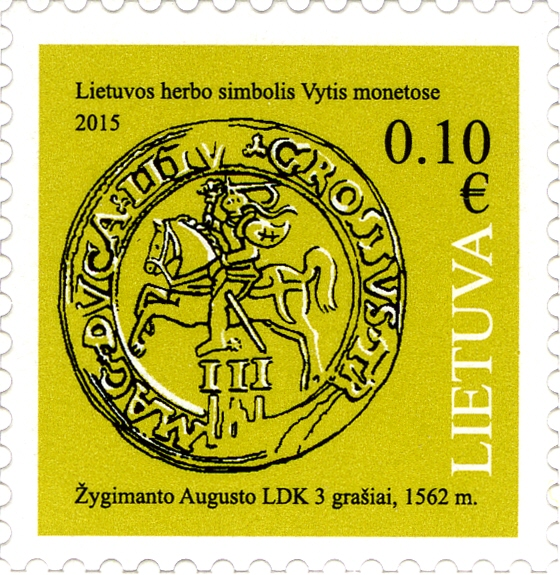
1562
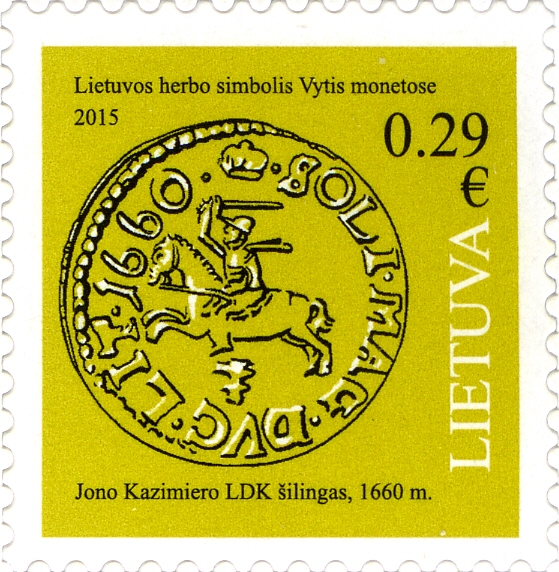
1660
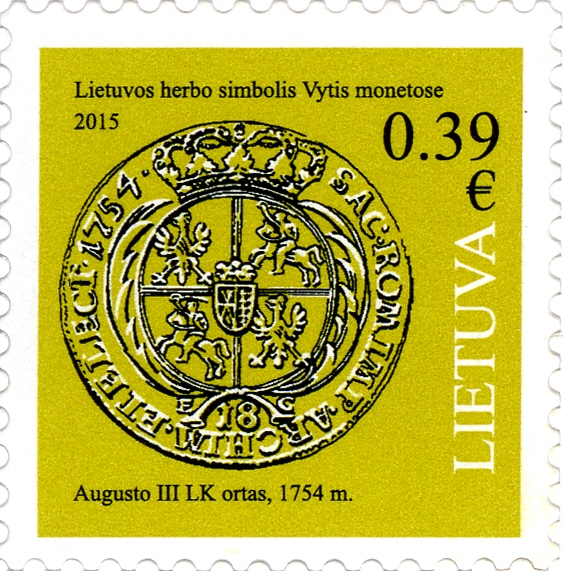
1764
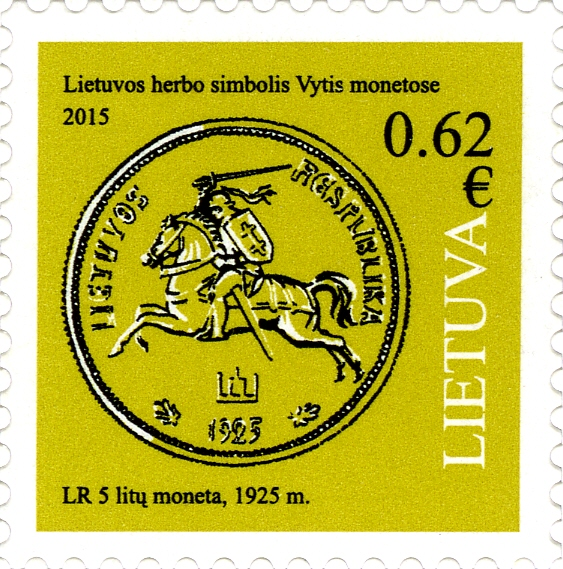
1925

## Brasões de armas semelhantes
O antigo brasão de armas da Bielorrússia (Pahonia, pela última vez utilizado entre 1991-1995) é muito semelhante ao do Vytis, com ligeiras diferenças: a Cruz Patriarcal, com braços de comprimentos desiguais é exibida no escudo e o cobertor de sela é de estilo renascentista; o Azure está completamente ausente. Vários Gediminids lituanos, poloneses e famílias nobres russas  adotaram as versões anteriores do Brasão de Armas com algumas modificações, nomeadamente: Czartoryski, Trubetskoy e Galitzine. Recentemente os brasões dos condados de Vilnius e Panevėžys utilizam diferentes esquemas de cores e detalhes adicionais à imagem básica do cavaleiro.
Várias cidades da Lituânia têm símbolos semelhantes ao Vytis. Por exemplo, o brasão de armas de Liudinavas é parted per pale. Uma metade traz o Vytis e a outra a representação da Justiça. Os brasões de Marijampolė, Prienai e Varniai mostram São Jorge matando o dragão. O santo é representado em uma postura bem parecida com a do Vytis e alguns sugerem que esta seja uma versão cristianizada do mesmo Vytis, como a do Brasão de Armas de Moscou.

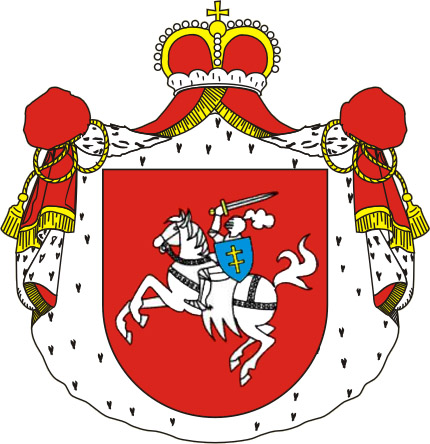
O Vytis como foi usado no Grão-Ducado da Lituânia
República das Duas Nações
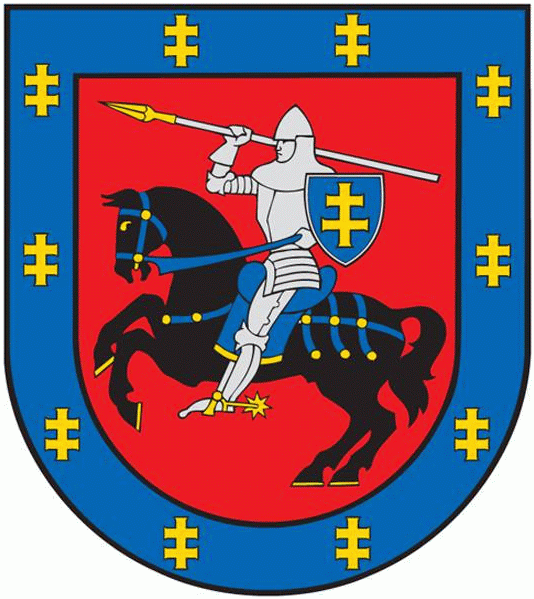
O brasão do condado de Vilnius
O brasão da Guberniya de Vilna